# ヴェロニカ・ロサティ
ヴェロニカ・ロサティ（Weronika Rosati、1984年1月9日 - ）は、ポーランドの女優。

## 出演作品
- NCIS 〜ネイビー犯罪捜査班 シーズン10
- THE ICEMAN 氷の処刑人
- ミッドナイト・ガイズ
- バレット
- ラストベガス
- パシフィック・ウォー